# Cosmiocryptus huascar
Cosmiocryptus huascar là một loài tò vò trong họ Ichneumonidae.